# Egyenlítői-Guinea történelme
Egyenlítői-Guinea történelme:

## A gyarmatosítás előtti idők
A terület első lakói a pigmeusok voltak, akiket bantu és fang népek követtek a 17. és a 19. században.
Az első európai a területen Fernão do Po volt, aki 1471-ben fedezte fel Bioko-szigetét az Indiába vezető út keresése közben. A szigetet először Formosának nevezte el (ez később a mai Tajvan portugál neve lett), de a felfedezőről hamarosan Fernando Poóra keresztelték át. Fernando Poó és Annobón szigeteit 1474-ben gyarmatosították a portugálok. A portugálok 1778-ig uralták a szigeteket és a közeli, kisebb szárazföldi területeket, amikor egy szerződésben dél-amerikai területekért átengedték őket a spanyoloknak. 1827 és 1843 között az angolok egy támaszpontot tartottak fenn a rabszolga-kereskedelem elleni harc miatt.

## Gyarmati időszak
Az ország szárazföldi része, a Río Muni 1885-ben kormányzóság, majd 1900-ban gyarmat lett. Az 1900-as párizsi szerződés hivatalosan is elismerte Spanyolország fennhatóságát a terület felett. Az első világháború alatt a Kamerunban harcoló német katonák ide menekültek a franciák és az angolok elől, mert Spanyolország (és ezáltal Río Muni) semleges maradt a konfliktus során. 1926 és 1963 között a gyarmat neve Spanyol-Guinea volt. 1959-ben a területet Spanyolország egyik tartományává szervezték át, ahol a katonai és polgári vezetői jogköröket a kormányzó töltötte be. Az első választásokat is ebben az évben tartották, melyek után az ország képviselőket küldhetett a spanyol parlamentbe. 1963 decemberében korlátozott autonómiát kapott, valamint létrehoztak egy tartományi parlamentet. Az ország nevét Egyenlítői-Guineára változtatták, valamint  joguk volt törvényeket és jogszabályokat alkotni.

## Függetlenség
1968 márciusában az ENSZ és a helyi nacionalisták fokozódó nyomására Spanyolország bejelentette hogy megadja a függetlenséget az országnak. Egy alkotmányos megállapodás keretében létrehoztak egy választási törvényt valamint egy alkotmánytervezetet, melyekről 1968. augusztus 11-én népszavazást tartottak az ENSZ felügyelete alatt (a választók 63%-a támogatta a törvényt). Az új alkotmány gondoskodott a törvényhozás, a kormány valamint a legfelsőbb bíróság létrehozásáról. 1968 szeptemberében Francisco Macías Nguema lett Egyenlítői-Guinea első miniszterelnöke. A függetlenséget 1968. október 12-én kiáltották ki. A következő években Macías fokozatosan átvette az ellenőrzést a kormányzati szervek felett, míg végül 1972-ben örökös elnökké nyilvánította magát. Kormányzatát a belső elhárítás terrorja védte. Uralma alatt a gazdaság tönkrement, a Biokón dolgozó csaknem 60 000 nigériai vendégmunkás pedig elhagyta az országot 1976-ban. 1975-ben minden iskolát és egyházi intézményt bezártak, Nguema pedig, hogy hatalmát népszerűsítse, az összes spanyol gyarmati nevet törzsi eredetűre változtatta (így lett a főváros neve Santa Isabel helyett Malabo). 1979 augusztusában Nguema unokaöccse, Teodoro Obiang Nguema Mbasogo puccsot hajtott végre ellene, amely után elítélték és kivégezték a korábbi diktátort. Mbasogót októberben beiktatták az elnöki székbe. Az új elnökre várt a feladat, hogy a csődben lévő ország gazdaságát újra rendbe hozza.

## Napjainkban
2004-ben brit és dél-afrikai zsoldosok sikertelen puccsot kíséreltek meg a hatalom ellen. Az akciót Simon Mann, a brit különleges egység, az SAS volt tisztje vezette. A puccs végül sikertelen volt (a puccs végrehajtására felbérelt zsoldosokat Zimbabwe hatóságai letartóztatták).

## Fordítás
- Ez a szócikk részben vagy egészben  a   History of Equatorial Guinea című angol Wikipédia-szócikk ezen változatának fordításán alapul.  Az eredeti cikk szerkesztőit annak laptörténete sorolja fel. Ez a jelzés csupán a megfogalmazás eredetét és a szerzői jogokat jelzi, nem szolgál a cikkben szereplő információk forrásmegjelöléseként.

### Magyar nyelven
- Puccskísérlet Egyenlítői-Guinea elnöke ellen
- Margaret Thatcher fiának kapcsolata az egyenlítői-guineai puccskísérlettel[halott link]